# Medúl·lia
Medúl·lia (en llatí: Medullia en grec antic: Μεδυλλία) va ser una antiga ciutat del Latium.
Segons Diodor de Sicília era una colònia d'Alba Longa fundada per Latinus Silvius i es va sotmetre a Ròmul després de la caiguda de Crustumerium. Molts dels seus ciutadans van emigrar a Roma i entre ells el pare del futur rei Tul·li Hostili. Durant el regnat d'Anc Marci la van conquerir de nou els llatins que la van conservar només tres anys abans de ser conquerida novament pels romans. Més tard Roma la va perdre, ja que apareix entre les ciutats llatines que va conquerir Tarquini Prisc, explica Titus Livi. La darrera vegada que és esmentada és l'any 492 aC quan es va revoltar contra Roma i es va aliar amb els sabins. Després no torna a aparèixer a la història i Plini el Vell al seu temps diu que ja feia molt que no existia.